# اولد وستون
اولد وستون (به انگلیسی: Old Weston) یک روستا و محله مدنی در بریتانیا است که در هانتینگدونشر واقع شده‌است. اولد وستون ۲۵۰ نفر جمعیت دارد.